# Operazione Collar (convoglio)
L’Operazione Collar fu un piccolo e veloce convoglio formato da tre navi che, durante la seconda guerra mondiale, lasciò la Gran Bretagna il 12 novembre 1940 e passò Gibilterra il 24 novembre, scortato da due incrociatori verso Malta e Alessandria.

## Composizione
Gli incrociatori - HMS Manchester e HMS Southampton - trasportarono 1370 tecnici della Royal Air Force e scortarono da vicino le navi mercantili SS New Zealand Star, SS Clan Forbes e SS Clan Fraser. 
La scorta del convoglio - la "Force F"- fu rinforzata dal cacciatorpediniere HMS Hotspur, e dopo dalle corvette HMS Peony, Salvia, Gloxinia e Hyacinth, nonostante esse non fossero in grado di andare alla stessa velocità del convoglio. Questo gruppo era comandato dall'ammiraglio Lancelot Holland.
Il convoglio fu coperto a distanza dal nord da una forza navale molto più forte - la "Force H", comandata dall'ammiraglio James Somerville. Questa comprendeva l'incrociatore da battaglia HMS Renown, la portaerei HMS Ark Royal, gli incrociatori HMS Sheffield e HMS Despatch e nove cacciatorpediniere.

## Scontro cogli italiani
Gli italiani erano a conoscenza di questa operazione e spedirono una potente forza navale (2 navi da battaglia, 6 incrociatori e 14 cacciatorpediniere) sotto il comando dell'ammiraglio Inigo Campioni per intercettarla. 
La spedizione italiana fu incontrata dalla "Force F" e ne seguì la battaglia di Capo Spartivento. Gli ordini della flotta italiana la esclusero da un incontro decisivo; il cacciatorpediniere italiano Lanciere  e l'incrociatore britannico HMS Berwick furono danneggiati.

## Dopo lo scontro
Dopo la battaglia, la "Force H" dell'ammiraglio Somerville continuò il suo cammino verso Malta fino al tardo pomeriggio del 27 quando, appena prima di Capo Bon, ritornò a Gibilterra. Il 28 novembre, a mezzanotte, il convoglio passò Cap Bon e si mise d'accordo di incontrarsi con le forze dell'ammiraglio Andrew Cunnigham ad Alessandria. 
Poco dopo, il convoglio si divise in due: il Clan Fraser e il Clan Forbes andarono a Malta, e la New Zealand Star, scortata dai cacciatorpediniere HMS Defender e HMS Hereward, continuò verso Alessandria. Questo piccolo convoglio fu difeso anche dagli incrociatori HMS Manchester e HMS Southampton.